# 卡尼夫
卡尼夫（烏克蘭語：Канів，羅馬化：Kaniv，發音：[ˈkɑn⁽ʲ⁾iu̯]），亦按俄語名译卡涅夫，是乌克兰切爾卡瑟州切爾卡瑟區卡尼夫市镇内的城市及该市镇的行政中心，2020年7月18日前为卡尼夫區的行政中心（该市2020年7月18日前为该州的州辖市，并不在该区的管辖范围内）。该市面积17.42平方公里，2022年人口数量为23,172人。卡尼夫水電站位于该市。

## 图集

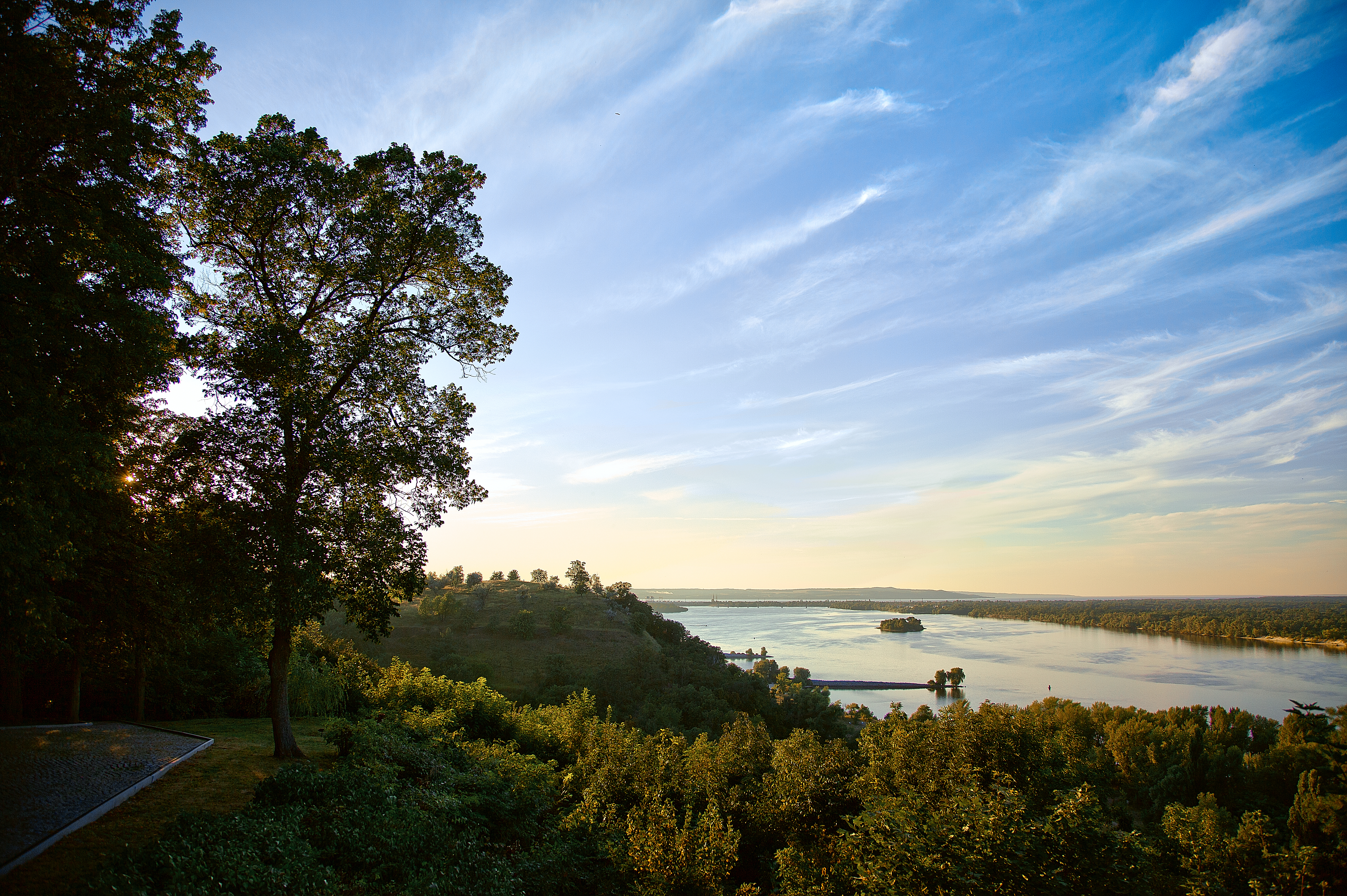
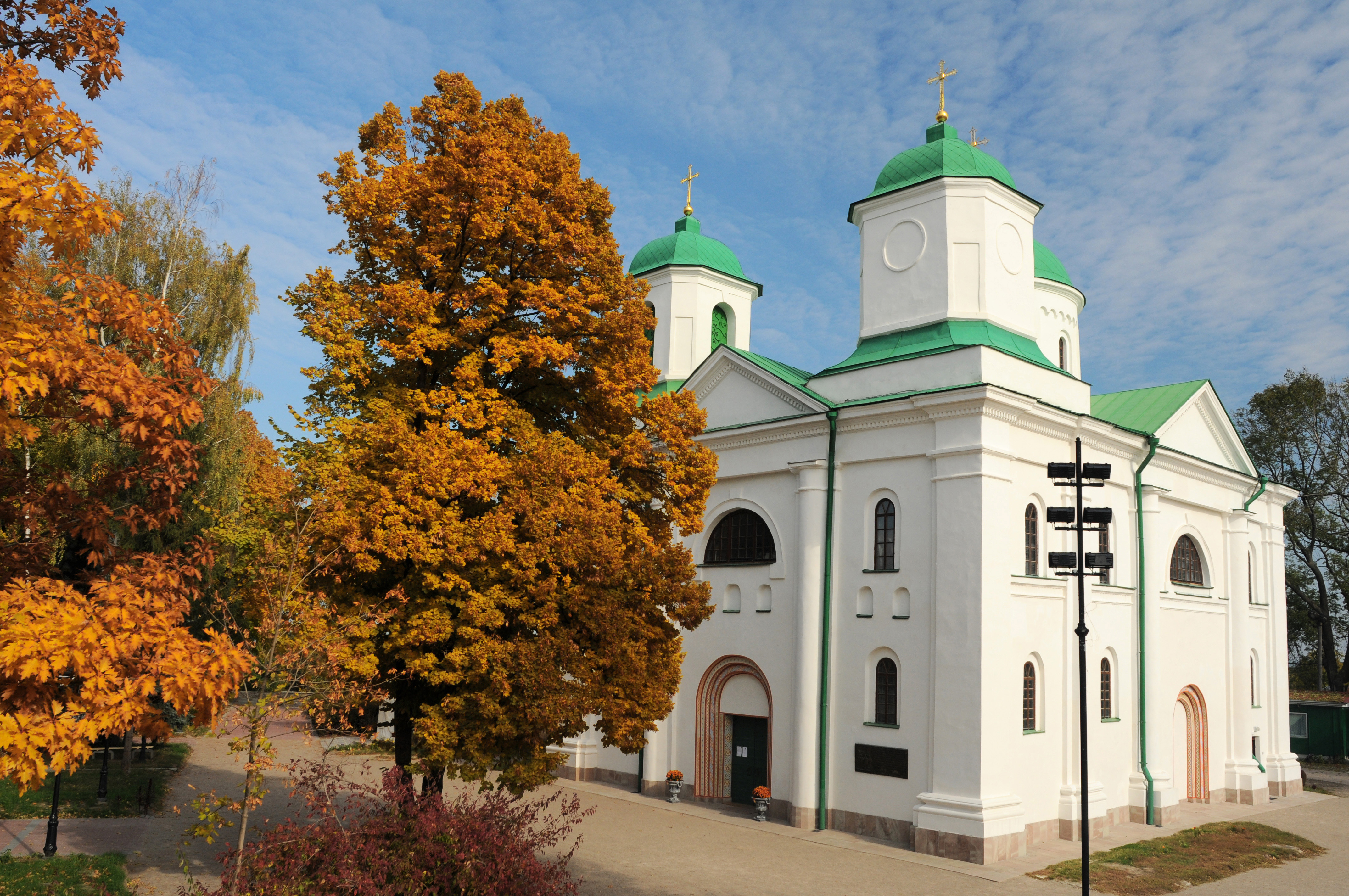
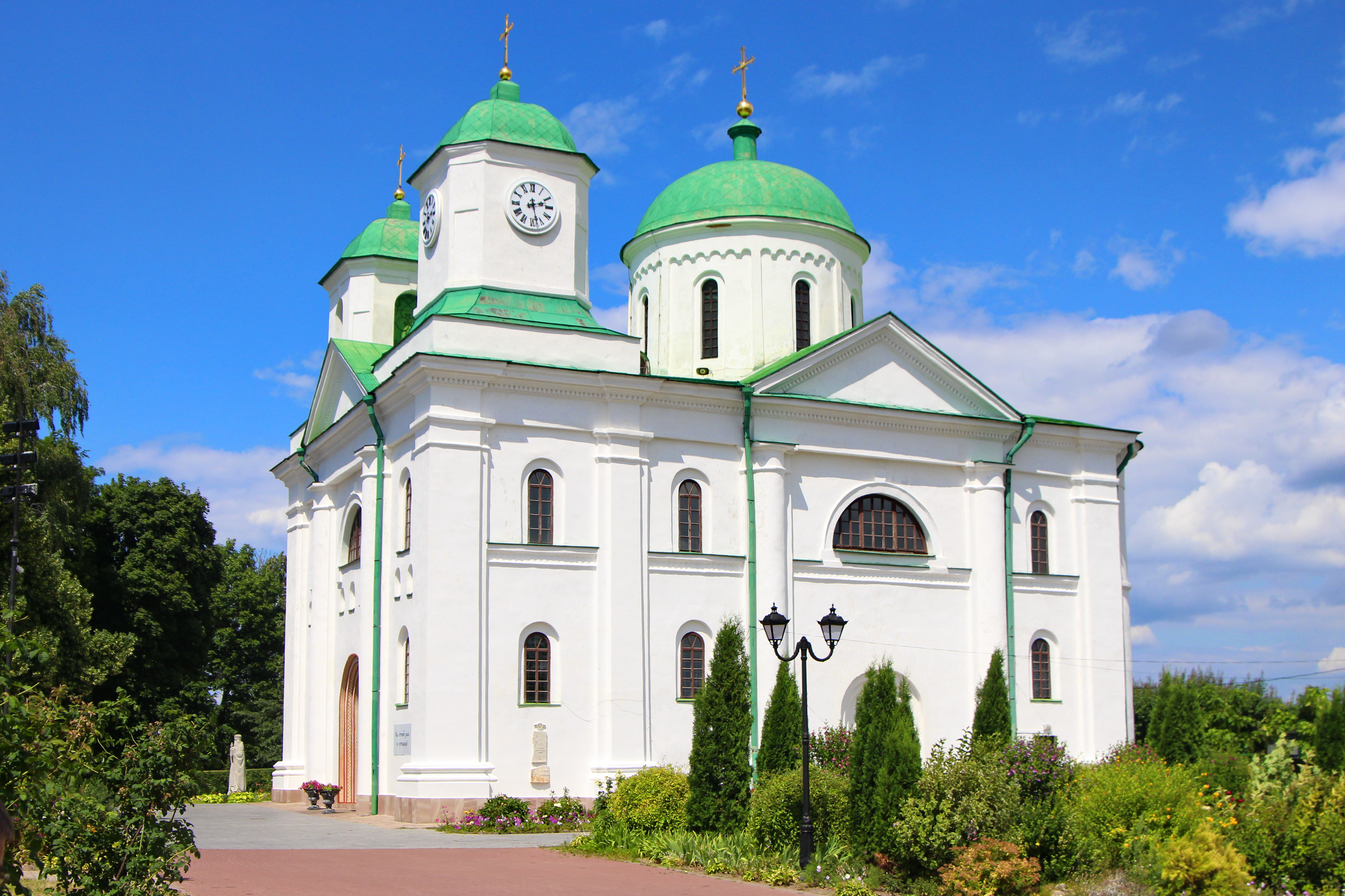
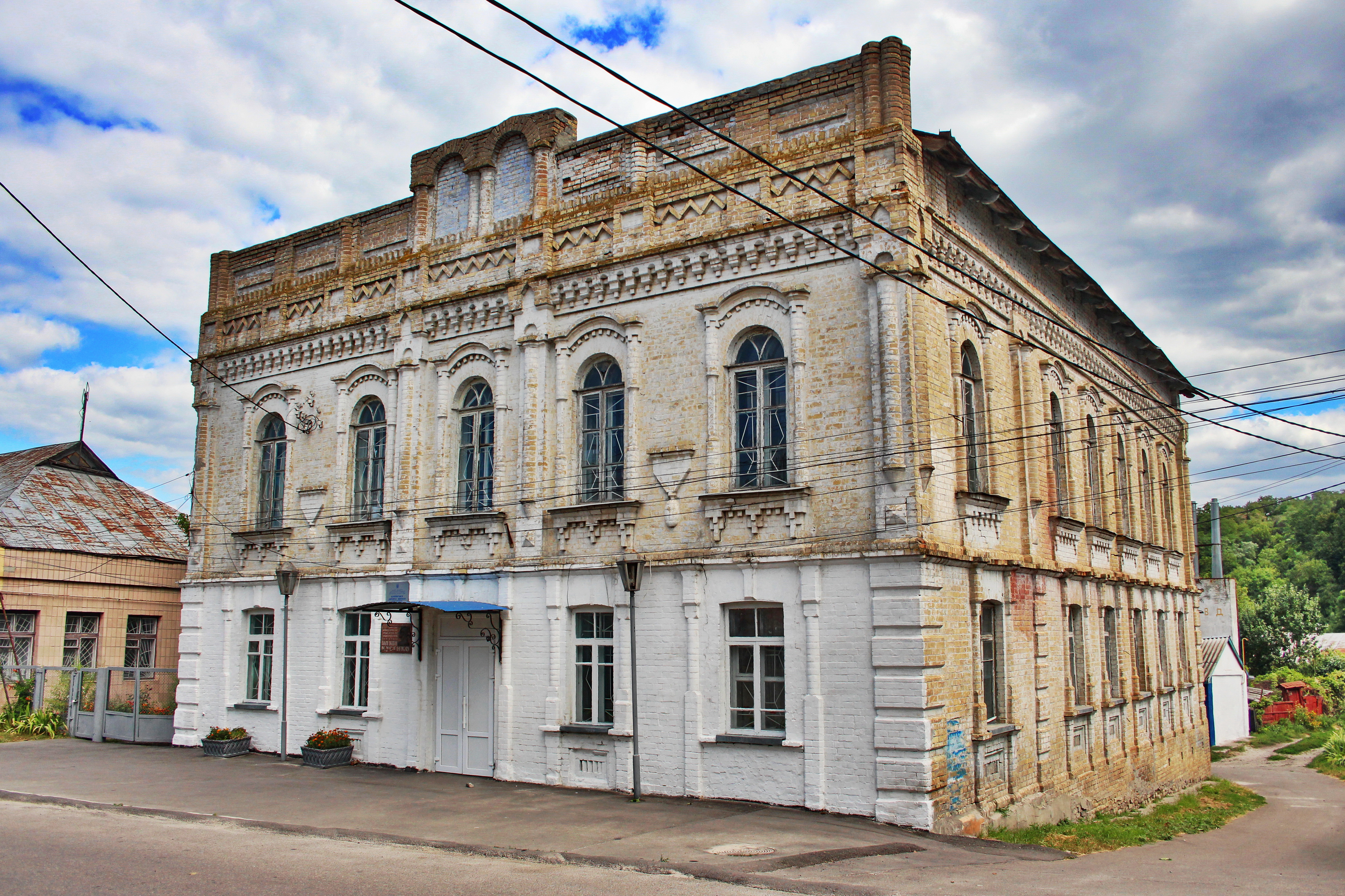
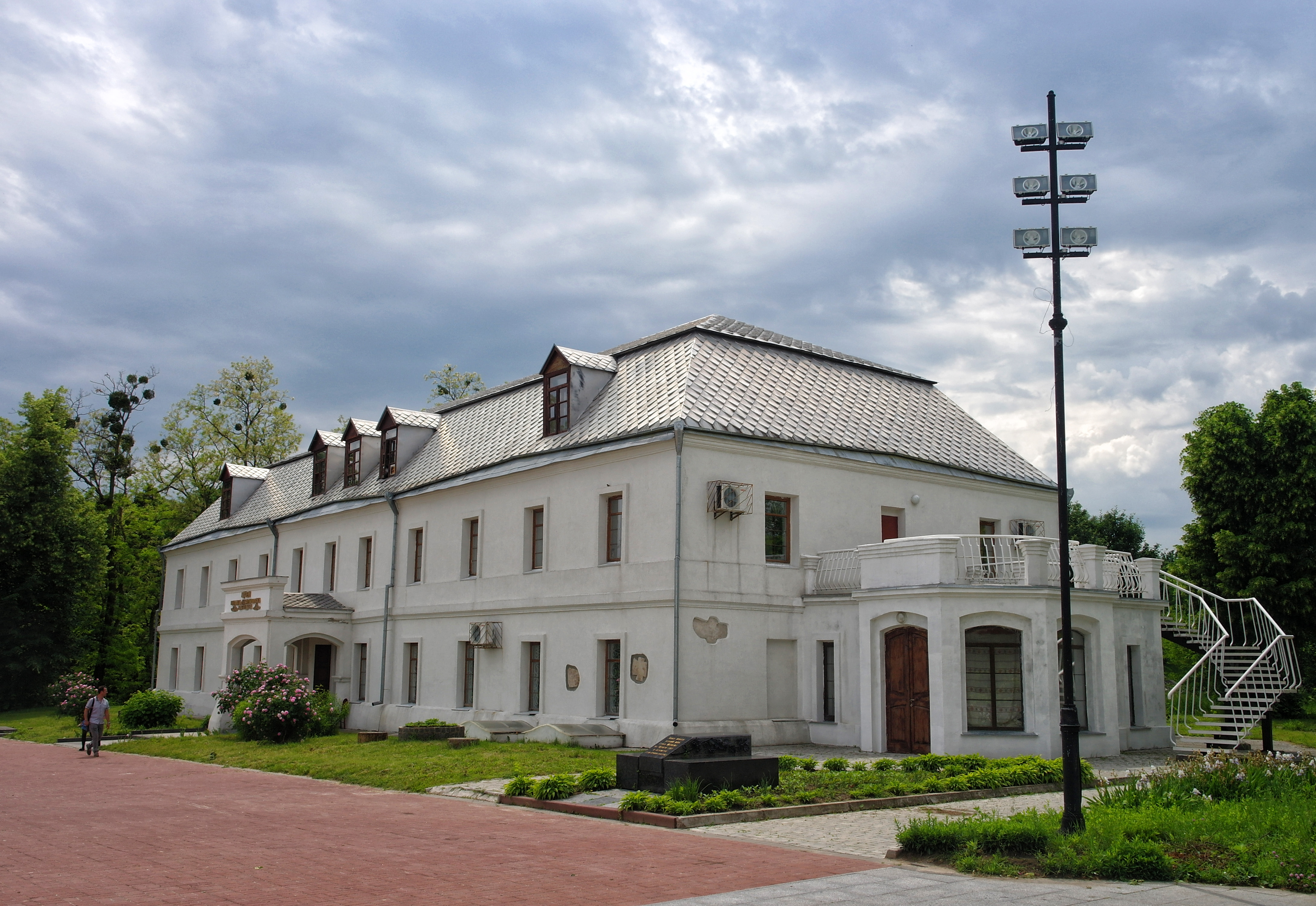
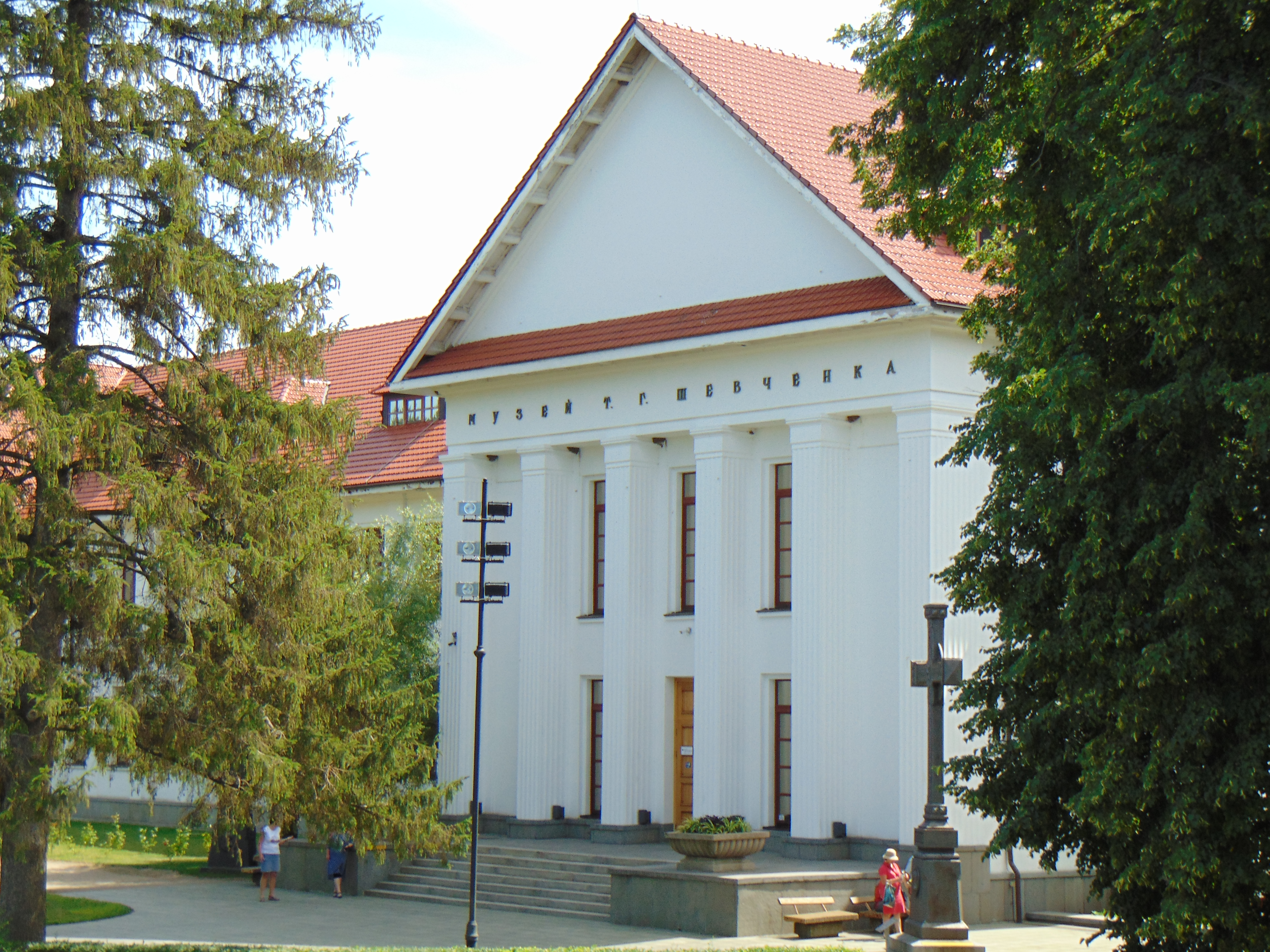
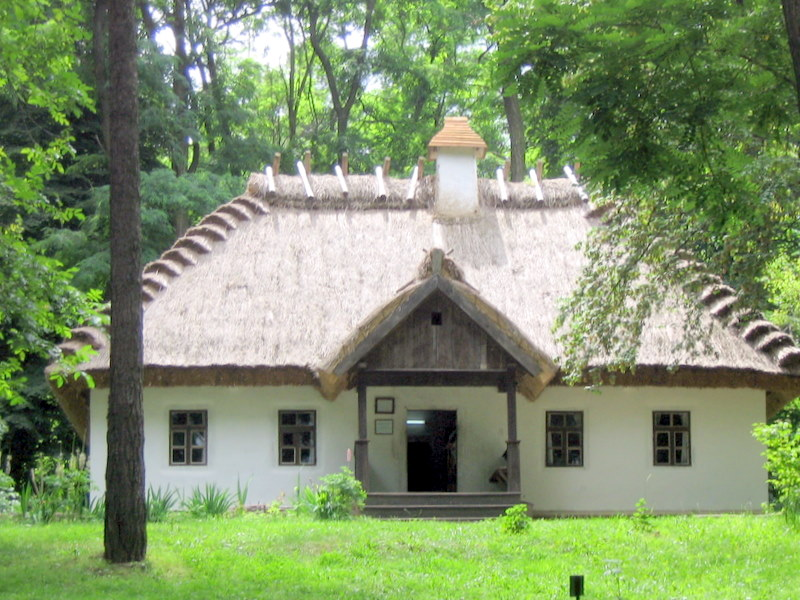

## 友好城市
- 德国 菲爾森
- 美国 索诺马
- 法國 朗贝萨尔
- 波蘭 奇武胡夫
- 乌克兰 维什霍罗德